# Julien Smink
Julien Smink (Soest, 15 februari 1977) is een Nederlands voormalig wielrenner.

## Belangrijkste overwinningen
2003
- 1e etappe Ronde van Midden-Brabant

## Resultaten in voornaamste wedstrijden
|      | \| Jaar \| Gent-Wevelgem \| Amstel Gold Race \| \| ---- \| ------------- \| ---------------- \| \| 2004 \| opgave \| \| \| 2005 \| \| opgave \| |                  |
| Jaar | Gent-Wevelgem | Amstel Gold Race |
| 2004 | opgave |                  |
| 2005 | | opgave           |